# 和碩特北左翼旗
和碩特北左翼旗是青海蒙古的一旗，俗稱“柯魯溝貝子旗”。顧實汗之孫。康熙四十四年封輔國公。雍正元年晉固山貝子。三年，授札薩克， 世襲。佐領三。牧地在布隆吉爾河南岸。東至哈喇諾爾，南至科爾魯克，西至窩果圖爾，北至伊克柴達木。烏蘭烏蘇河 出東南沙磧中，西北行五百餘里，入達布遜諾爾。

## 沿革[2]
札薩克貝勒品級固山貝子游牧。顧實汗第八子桑噶爾扎，生子塔薩博羅特，號和碩特。子二，長悖多布達什，次索諾木達什。康熙四十四年(1705年)，悖多布達什封輔國公。雍正元年(1723年)，晉鎮國公，尋卒。羅卜藏丹津叛，議索諾木達什鄰牧，誘擒之。尋脫歸，詔封固山貝子。青海定，遣歸牧。三年(1725年)，授札薩克。次子噶勒丹旺札勒，第三子莽鼐相繼襲。莽鼐卒．子羅布藏色布騰襲。乾隆三十一年(1766年)，以罪革札薩克．改授閒散貝子。以其弟巴濟勒特代掌札薩克．降授一等台吉。四十七年(1782年)，詔世襲罔替。四十九年(1784年)，子拉札布襲．五十六年(1791年)卒．詔仍以羅布藏色布騰襲，因功賞給貝勒品級。

## 歷任札薩克[3][4]
| 世代     | 姓名           | 襲爵年份 | 註釋                                                                                  |
| -------- | -------------- | -------- | ------------------------------------------------------------------------------------- |
| 初 封    | 索諾木達什     |          | 和碩特族，親王察罕丹津從弟。雍正元年，封固山貝子。三年，授扎薩克。乾隆十四年，卒。    |
| 一次襲   | 噶勒丹旺扎勒   |          | 索諾木達什次子。乾隆十四年，襲扎薩克固山貝子。十五年，卒。                            |
| 二次襲   | 莽鼐           |          | 索諾木達什第三子。乾隆十五年，襲扎薩克固山貝子。十八年，卒。                          |
| 三次襲   | 羅卜藏色布騰   |          | 莽鼐長子。乾隆十八年，襲扎薩克固山貝子。三十一年，以罪削扎薩克。                      |
| 四次襲   | 巴勒濟特       |          | 莽鼐第四子。乾隆三十一年，襲扎薩克，授一等台吉。四十七年，詔世 襲罔替。四十九年，卒。 |
| 五次襲   | 拉扎布         |          | 巴勒濟特長子。乾隆四十九年，襲扎薩克一等 台吉。五十六年，卒。                         |
| 六次襲   | 羅卜藏色布騰   |          | 巴勒濟特長兄。乾隆五十六年，仍襲扎薩 克一等台吉，賜貝勒品級，兼襲貝子。嘉慶三年，卒。 |
| 七次襲   | 旺沁丹津       |          | 羅卜藏色布騰長子。嘉慶三年，襲扎薩克固山貝子。十五年，卒。                            |
| 八次襲   | 格勒克那木扎勒 |          | 旺沁丹津長子。嘉慶十六年，襲。咸豐三年，卒。                                          |
| 九次襲   | 棍布車布坦     |          | 格勒克那木扎勒子。 咸豐三年，襲。                                                     |
| 十次襲   | 那木當吹布爾   |          | 光緒十九年，襲。民國初年進封郡王，民國八年其協理嘎勒曾東德布主持旗務。                |
| 十一次襲 | 索諾木旺濟勒   |          | 民國年間襲，1958年（或作1960年）去世。                                                |